# Wolfgang Paul (football)
Pour l’article homonyme, voir Wolfgang Paul.
Wolfgang Paul, né le 29 janvier 1940 à Olsberg, est un footballeur allemand.

## Biographie
Wolfgang Paul passe l'intégralité de sa carrière au Borussia Dortmund. Avec ce club, il remporte notamment la Coupe des coupes en 1966.
Wolfgang Paul ne joue aucun match en équipe d'Allemagne, il est cependant retenu dans le groupe qui dispute la Coupe du monde 1966 en Angleterre.

## Palmarès
- Finaliste de la Coupe du monde 1966 avec l'Allemagne
- Vainqueur de la Coupe des coupes en 1966 avec le Borussia Dortmund
- Vice-champion d'Allemagne en 1966 avec le Borussia Dortmund
- Vainqueur de la Coupe d'Allemagne en 1965 avec le Borussia Dortmund
- Finaliste de la Coupe d'Allemagne en 1963 avec le Borussia Dortmund